# Meredith Monk
Meredith Jane Monk (New York, 20 november 1942) is een Amerikaanse componiste, pianiste en zangeres. Daarnaast is ze ook regisseur en choreograaf. Ze componeert vooral voor haar eigen stem en ensemble waarmee ze sinds de jaren zestig de wereld rondtrekt. Haar muziek was aanvankelijk vooral vocaal, maar rond 2000 begon ze meer instrumentale werken te schrijven, onder andere voor strijkkwartet. In haar oeuvre voeren liederen en theatermuziek echter de hoofdrol.

## Biografie
Meredith Monk is het bekendst vanwege haar capriolen met haar stem. Ze heeft haar zangtechniek zover uitgebreid, dat haar stem als een muziekinstrument gebruikt kan worden. Haar debuut in december 1961 was als ballerina in een kindermusical gebaseerd op A Christmas Carol van Dickens, genaamd Scrooge. In 1964 studeerde ze af aan het Sarah Lawrence College en in 1968 richtte ze haar eigen ensemble op: The House. Bruce Nauman wordt gezien als een van haar volgelingen.
In 1978 richtte ze Meredith Monk and Vocal Ensemble op om haar eigen muziek uit te (laten) voeren; een vergelijking kan gemaakt worden met bijvoorbeeld het Steve Reich Ensemble voor/van Steve Reich en Philip Glass Ensemble voor/van Philip Glass.
In de jaren tachtig verschenen twee films van haar, Ellis Island (1981) en Book of Days (1988). Beide films hadden dezelfde achtergrond. Een beeld dat naar haar kwam terwijl ze huishoudelijk werk deed (aldus opgave ECM Records). Een gedachte aan een jong meisje en een middeleeuwse straat in een Joodse buurt. De films werden ook als muziektheater uitgevoerd, waarbij men steeds de manier van uitvoering wijzigde. Uiteindelijk werd 'Book of Days opgenomen (ECM) als een film voor het oor.
Een opera volgde. Atlas kreeg haar première in 1991 in Houston (Texas). Zoals eerder aangegeven volgden later puur instrumentale werken zoals Possible Sky uit 2003, en Stringsongs voor het Kronos Quartet. In 2005 vierde ze haar 40-jarig jubileum in Carnegie Hall met Björk, Terry Riley, DJ Spooky, John Zorn en de ensembles Alarm Will Sound, Bang on a Can en het Pacific Mozart Ensemble.
Ze won diverse prijzen voor haar voorstellingen en heeft een aantal eredoctoraten op haar naam.
Inmiddels wordt haar muziek ook door derden gebruikt. Eerder genoemde DJ Spooky samplede een nummer voor zijn muziekalbum Dream of Death; DJ Shadow samplede de strijkers uit de song Dolmen Music voor het nummer Midnight In A Perfect World van zijn album Endtroducing (1996), de Coen Brothers gebruikte muziek van haar in The Big Lebowski (1998) en Jean-Luc Godard gebruikte haar muziek in Nouvelle Vague (1990) en Notre musique (2004).
Onder de titel Meredith Monk: Calling presenteerde de  Oude Kerk Amsterdam in de periode 21-10-2023 - 17-03-2024 haar allereerste Europese overzichtstentoonstelling, met speciale aandacht voor Indra's Net, dat in 2023 in première ging op het Holland Festival.
Haar partner was de in 2002 overleden Mieke van Hoek.

## Oeuvre

### Instrumentaal
- Paris voor solo piano (1973)
- Acts from under and above Ellis Islen voor twee pianos (1986)
- Window in 7's voor solo piano (1986)
- Parlour Games voor twee pianos (1988)
- Phantom Waltz voor twee pianos (1990)
- St. Petersburg Waltz voor solo piano (1994)
- Steppe Music voor solo piano (1997)
- Clarinet Study #4, voor solo klarinet (1999)
- Cello Study #1 voor solo cello en steme (1999)
- Trumpet Study #1 voor solo trompet (1999)
- Possible Sky voor orkest en stemmen ( in opdracht van Michael Tilson Thomas voor het New World Symphony, 2003)
- Stringsongs voor strijkkwartet (opdracht van Kronos Quartet, 2004)

### Vocaal werk
- 16 Millimeter Earrings voor stem, gitaar en tapes (1966)
- Juice: A Theater Cantata voor 85 stemmen, Joodse harp en twee violen (1969)
- Vessel: An Opera Epic voor 75 stemmen, orgel, dulcimer en accordeon (1971)
- Our Lady of Late voor solo stem en wijnglas (1972)
- Quarry: An Opera voor 38 stemmen, 2 pump organs, 2 sopraanblokfluiten, tape (1976)
- Songs from the Hill voor solo stem (1976)
- Tablet voor vier stemmen, piano quatre-mains, twee sopraan blokfluiten (1976)
- Dolmen Music voor 6 stemmen, cello, percussie (1979)
- The Games voor 16 stemmen, synthesizer, toetsen, Vlaamse doedelzakken, doedelzakken, Chinese hoorn en rauschpfeife (1983)
- Astronaut Anthem voor koor a capella (1983)
- Pena Chant II voor koor a capella (1984)
- Book of Days voor 25 stemmen, synthesizer, piano of 7 stemmen, synthesizer (Kamermuziekversie) (1985) opgenomen voor ECM
- Scared Song, song voor solo stem, synthesizer en piano (1986)
- I Don't Know, song voor solo stem en piano (1986)
- Atlas: An Opera in Three Parts voor 18 stemmen en kamerorkest (1991)
- Three Heavens en Hells voor 4 stemmen (1992)
- Volcano Songs (Solo) voor solo stem, stem met opgenomen stemmen en piano (1994)
- Envoy voor composing/directing/performing in the Den-Kai/Krikiki Ensemble (1995)
- The Politics of Quiet voor 10 stemmen, 2 keyboards, hoorn, viool, psalterium (1996)
- Magic Frequencies voor 6 stemmen, 2 toetsen, percussie (1999)
- Eclipse Variations voor 4 stemmen, esraj, sampler, opgenomen in surround sound, in opdracht van Starklen
- Mercy voor 6 stemmen, 2 toetsen, percussie, blazers, viool (2001)
- When There Were Work Songs voor zangensemble (2002), opdracht van Western Wind Vocal Ensemble)
- Last Song voor solo stem en piano (2003)
- Impermanence voor acht stemmen, piano, toetsen, marimba, vibrafoon, percussie, viool en blazers en fietswiel (2005)
- Night voor koor en orchestra (1996/2005)
- Songs of Ascension voor zangensemble en strijkkwartet (2006), in opdracht van het Kronos Quartet, en met artieste Ann Hamilton

## Discografie
- Key (Lovely Music, 1978/95)
- Songs from the Hill (Wergo, 1979)
- Dolmen Music (ECM, 1981)
- Turtle Dreams (ECM, 1983)
- Our Lady of Late (Wergo, 1986)
- Do You Be (ECM, 1987)
- Book of Days (ECM, 1990)
- Facing North (ECM, 1992)
- Atlas (an opera in three parts) (ECM, 1993)
- Monk and the Abbess, Music of Hildegard von Bingen and Meredith Monk (RCA, 1995)
- Volcano Songs (ECM, 1997)
- Eclipse Variations (!-- recorded on surround sound DVD --) (Starklen, 2000)
- Mercy (ECM, 2002)
- Impermanence (ECM, 2008)
- Beginnings (Tzadik, 2009), composities van 1966 tot 1980
- Songs of Ascencion (ECM, 2011)
- Piano Songs (ECM, 2014)
- On Behalf Of Nature (ECM, 2016)
- Memory Game (Cantaloupe, 2020)
- The Recordings (ECM, 2022)

## Films
- 1993 - The Sensual Nature of Sound: 4 Composers – Laurie Anderson, Tania León, Meredith Monk, Pauline Oliveros. regisseur Michael Blackwood.
- 1983 - Four American Comoposers "Meredith Monk." Geregisseerd door Peter Greenaway.
- 1996 - Speaking of Dance: Conversations With Contemporary Masters of American Modern Dance. No. 22: Meredith Monk. American Dance Festival. Geregisseerd door Douglas Rosenberg.

### Luisteren?
- Meredith Monk performs Our Lady of Late, for solo voice, wine glass, and percussion, July 23rd, 1975, Jack Kerouac School of Disembodied Poetics, Naropa Institute, Boulder, Colorado

- Bibsys: 97020877
- Bibliothèque nationale de France: cb139217492 (data)
- Catàleg d'autoritats de noms i títols de Catalunya: 981058613057806706
- CiNii: DA08622343
- Gemeinsame Normdatei: 119293188
- International Standard Name Identifier: 0000 0000 8118 7663
- Library of Congress Control Number: n81095919
- Nationale Bibliotheek van Letland: 000099488
- MusicBrainz: 1efe59aa-d9fb-4293-b431-75b6c3fb9bcc
- Nationale Bibliotheek van Tsjechië: js20011212084
- Nationale Bibliotheek van Israël: 987007437263705171
- Nationale Bibliotheek van Polen: a0000003318324
- Nederlandse Thesaurus van Auteursnamen: 071027459
- Réseau des bibliothèques de Suisse occidentale: 02-A003603903
- RKD-Nederlands Instituut voor Kunstgeschiedenis: 212361
- Istituto Centrale per il Catalogo Unico: SBLV259237
- Système universitaire de documentation: 156226014
- Museum of New Zealand Te Papa Tongarewa: 27538
- Union List of Artist Names: 500331433
- Virtual International Authority File: 39563831
- WorldCat: E39PBJcWxKmj3TK3qFHTjXwQv3